# Andrew James Morley
Andrew James Morley (* 10. November 1989 in Melbourne, Victoria) ist ein australischer Schauspieler.

## Leben
Seine Karriere begann Morley im Alter von 20 Jahren in Melbourne, da er dort eine Ausbildung an der Melbourne Akademie für Film- und Fernseh Studio International absolvierte. Er war 2011 in den Kurzfilmen Ice als John Smith und in Shepherd’s Hill als Daylen besetzt. Bekannt wurde er mit der Rolle des Brandon Benedict in der Jonathan-M.-Shiff-Jugendserie Alien Surfgirls, in der er 2012 zu sehen war. Seinen Durchbruch in Australien gelang ihm mit der Rolle des Spencer Harrington in der Daily Soap Home and Away, in der er seit dem 24. Januar 2013 zu sehen ist.

## Filmografie
- 2011: Ice
- 2011: Shepherd’s Hill
- 2012: Alien Surfgirls (Fernsehserie, 26 Episoden)
- seit 2013: Home and Away